# Syndyas sinensis
Syndyas sinensis är en tvåvingeart som beskrevs av Yang 1995. Syndyas sinensis ingår i släktet Syndyas och familjen puckeldansflugor.
Artens utbredningsområde är Zhejiang (Kina). Inga underarter finns listade i Catalogue of Life.